# Бадьина, Александра Сергеевна
Александра Сергеевна Бадьина (1897, Большие Гари — 1957, Саратов) — советский юрист, государственный и партийный деятель, председатель Саратовского областного суда (1951—1956).

## Биография
Александра Сергеевна Бадьина родилась в 1897 году в деревне Большие Гари Лебяжского района Кировской области в крестьянской семье.
- 1914 год — сдала экзамен на звание учителя начальной школы.
- 1914 год — 1918 год — учитель в школе села Веки и деревне Каравай-Норья в Удмуртии.
- 1919 год — 1920 год — инструктор-организатор уездного отдела народного образования в городе Сарапул.
- 1920 год — 1921 год — заведующая отделом охраны детей в Ижевском уездном отделе народного образования.
- 1921 год — 1923 год — уполномоченный представитель при Американской администрации по помощи (благотворительная организация по ликвидации голода в СССР) в Москве, затем уполномоченным Удмуртского облисполкома при ЦК ВЦИК по вопросам ликвидации голода.
- 1923 год — 1930 год — член бюро райкома в городе Ижевске, затем на профсоюзной работе.
- 1930 год — 1936 год — председатель краевого комитета союза совторгслужащих, а затем работников кооперации и госторговли в Северном Крае (Архангельск).
- 1936 год — с отличием окончила юридическую школу.
- 1936 год — 1941 год — член Саратовского областного суда.
- 1941 год — 1951 год — заместитель председателя Саратовского областного суда.
- 1951 год — 1956 год — председатель Саратовского областного суда.

Умерла в 1957 году в Саратове, похоронена на Воскресенском кладбище города Саратова.

## Награды
- Медаль «За доблестный труд в Великой Отечественной войне 1941—1945 гг.»